# Johannes Biernatzki

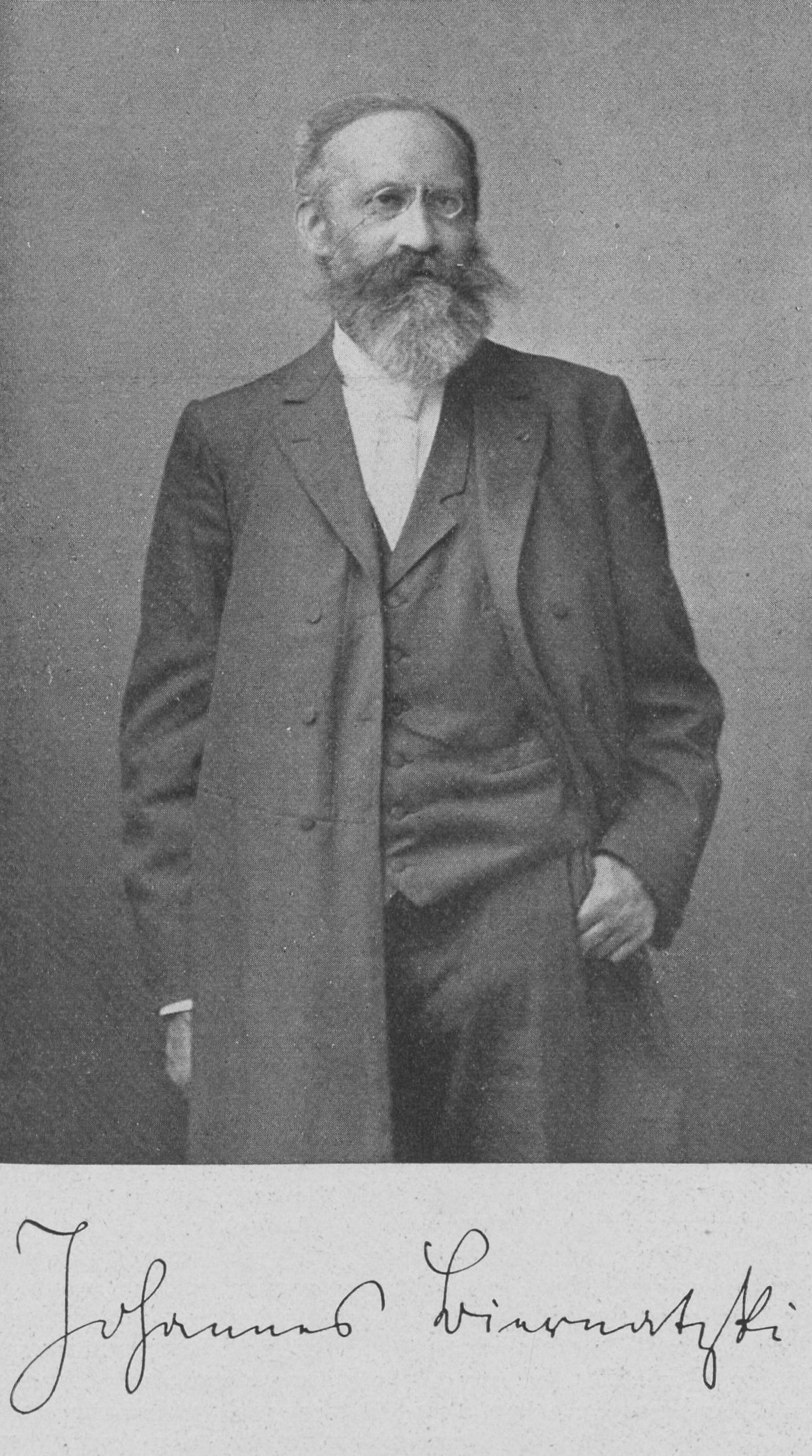
Johannes Biernatzki

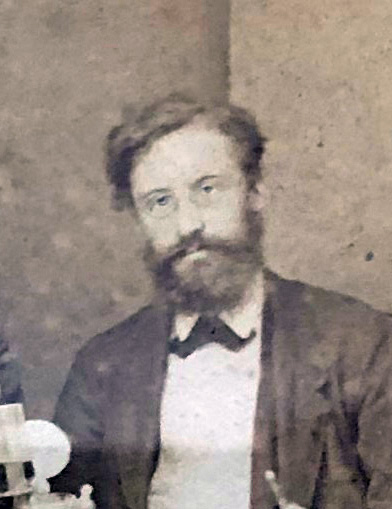
Johannes Biernatzki 1873 in Kiel

Johannes Biernatzki, vollständig Karl Johannes Christoph Biernatzki (* 31. Dezember 1849 in Friedrichstadt; † 5. März 1935 in Hamburg) war ein deutscher evangelisch-lutherischer Geistlicher und Kunsthistoriker. 

## Leben
Johannes Biernatzki war ein Sohn des Pastors und Schriftstellers Karl Biernatzki und seiner Frau Charlotte, geb. From. Er besuchte das Christianeum in Hamburg und studierte ab 1869 Evangelische Theologie an den Universitäten Erlangen, Kiel und Leipzig. Er wurde Mitglied des Erlanger, Leipziger und Kieler Wingolf. Im Herbst 1874 bestand er das Theologische Amtsexamen. Im Dezember 1874 wurde er ordiniert. Seine erste Stelle war die eines Adjunkten in Probsteierhagen; es folgten Olderup und Haddeby. Seine erste eigene Pfarrstelle erhielt er im November 1878 in Bargum.
1892 wurde er durch Vermittlung von Theodor Kaftan als Landesgeistlicher der Geschäftsführer des Landesvereins für Innere Mission in Schleswig-Holstein in Neumünster. Daneben engagierte er sich für die Einrichtung von Volkshochschulen auf dem Lande und im Verein gegen den Mißbrauch geistiger Getränke der Abstinenzbewegung.
Im April 1899 übernahm er die Gemeinde der Dorfkirche Hamberge in Hamberge bei Lübeck.
Im Frühjahr 1910 ließ er sich emeritieren und widmete sich ganz seinen Studien. Er zog nach Stellingen und lebte zuletzt in Hamburg-Barmbek. 1917 hielt er im Altonaer Museum Hochschulkurse über Weltanschauungsfragen.
Biernatzki betrieb intensive kunsthistorische Studien. Er erarbeitete für Richard Haupt das Künstlerverzeichnis für die Kunstdenkmäler der Provinz Schleswig-Holstein. Die Arbeit daran führte auch zu etlichen Studien zu einzelnen Künstlern.
In Hamburg stellte er auf Bitten von Justus Brinckmann eine Sammlung urkundlicher Nachrichten zur Geschichte der Kust und des Kunstgewerbes in Hamburg zusammen, die heute im Museum für Kunst und Gewerbe verwahrt wird. Seine Forschungen zu Hinrik Funhof waren grundlegend für Carl Georg Heises Studie dazu.
Biernatzkis Aufsätze erschienen in den Mitteilungen des Vereins für Hamburgische Geschichte, der Zeitschrift der Gesellschaft für Schleswig-Holsteinische Geschichte sowie im  Schleswig-holsteinischen Kunstkalender.
1924 zeichnete ihn die Philosophische Fakultät der Universität Kiel zu seinem 65. Geburtstag mit der Ehrendoktor-Würde aus. Aus dem Plan, Biernatzki mit einer Festschrift zu ehren, entstand 1923 die Zeitschrift Nordelbingen. Ihre erste Ausgabe wurde Johannes Biernatzki als Ehrengabe dargebracht.
Er war verheiratet mit Meta, geb. Bahnsen (1845–1930), der Tochter des Haddebyer Pastors Peter Bahnsen (1802–1886) und seiner Frau Caroline, geb. Johannsen. Von den drei Kindern des Paares erreichte nur der Sohn Reinhart (1884–1948) das Erwachsenenalter. Er wurde Studienrat in Hamburg und gründete 1919 den Volksbund für Kantische Weltanschauung.

## Nachlass
- Landesamt für Denkmalpflege Schleswig-Holstein: Sammlung Biernatzki (Sammlung von Quellenauszügen)
- Museum für Kunst und Gewerbe: Sammlung urkundlicher Nachrichten zur Geschichte der Kunst und des Kunstgewerbes in Hamburg

## Schriften
- „Ein Licht auf meinem Wege“: Eine Weihnachts-Erzählung aus Nordfriesland. Kiel 1884.
- Bilder aus den deutschen Küstenländern der Ostsee. Spamer, Leipzig 1886 (Unser deutsches Land und Volk; 11) (Digitalisat, Georg-Eckert-Institut für internationale Schulbuchforschung).
- Hamburger Bildhauer im Altonaer Trauregister 1702–1708. In: Mitteilungen des Vereins für Hamburgische Geschichte, Bd. 10 (1887), Heft 5 (Mai), S. 68–70.
- Ein Gutachten des Hamburger Tischleramts 1633. In: Mitteilungen des Vereins für Hamburgische Geschichte, Bd. 10 (1887), Heft 5 (Mai), S. 70–72.
- Ein Glockengießerbrief 1596. In: Mitteilungen des Vereins für Hamburgische Geschichte, Bd. 10 (1887), Heft 6 (Juni), S. 78–80.
- Ein Hamburger Bildhauer 1691–1698. In: Mitteilungen des Vereins für Hamburgische Geschichte, Bd. 10 (1887), Heft 10 (Oktober), S. 132f.
- Beitrag Hamburgs zur Wiedererbauung des abgebrannten Rathhauses in Sonderburg. In: Mitteilungen des Vereins für Hamburgische Geschichte, Bd. 10 (1887), Heft 11/12 (November/Dezember), S. 156f.
- Beziehungen Hamburgischer Conterfeier zum Gottorfer Hof. In: Mitteilungen des Vereins für Hamburgische Geschichte, Bd. 11 (1888), Heft 3 (März), S. 195f.
- Übersicht der Meister. In: Richard Haupt (Hrsg.): Die Bau- und Kunstdenkmäler der Provinz Schleswig-Holstein.. Band 3, Kiel 1889 (Digitalisat,  Universitätsbibliothek Kiel).
- Die Meister des Gottorfer Fürstenstuhls. In: Schriften des Vereins für Schleswig-Holsteinische Kirchengeschichte. Reihe II, Bd. 2 (1901), S. 87–96.
- Die farbentragenden Verbindungen am Lübecker Gymnasium: ihr Recht und Unrecht, Brauch und Sitte aktenmäßig geprüft. Herold, Hamburg 1904.
- Aus der Werkstatt des Dichters und Schriftstellers: Vortrag. Herold, Hamburg 1904.
- Aus der Arbeit um Hamburgs Kunstgeschichte. 4 Broschüren Hamburg 1917.
- Der Gottorfer Silberaltar. Das Werk und sein Meister. In: Schleswig-Holsteinisches Jahrbuch (1918/1919), S. 3–7.

## Belege
1. ↑  Gesamtverzeichnis des Wingolf, Lichtenberg 1991.
2. ↑  Hinrich Vunhof. (Aus der Arbeit um Hamburgs Kunstgeschichte 4) Hamburg 1917.

| Personendaten    | Personendaten                                                      |
| ---------------- | ------------------------------------------------------------------ |
| NAME             | Biernatzki, Johannes                                               |
| ALTERNATIVNAMEN  | Biernatzki, Karl Johannes Christoph (vollständiger Name)           |
| KURZBESCHREIBUNG | deutscher evangelisch-lutherischer Geistlicher und Kunsthistoriker |
| GEBURTSDATUM     | 31. Dezember 1849                                                  |
| GEBURTSORT       | Friedrichstadt                                                     |
| STERBEDATUM      | 5. März 1935                                                       |
| STERBEORT        | Hamburg                                                            |